# یواس‌اس آژاکس (ای‌آر-۶)
یواس‌اس آژاکس (ای‌آر-۶) (به انگلیسی: USS Ajax (AR-6)) یک کشتی بود که طول آن ۵۲۹ فوت ۵ اینچ (۱۶۱٫۳۷ متر) بود. این کشتی در سال ۱۹۴۲ ساخته شد.